# Kövi
Kövi (szlovákul Kameňany) község Szlovákiában, a Besztercebányai kerület Nagyrőcei járásában.

## Fekvése
Nagyrőcétől 23 km-re délkeletre, a Keleti-Turóc-patak partján fekszik.

## Története
1243-ban IV. Béla adománylevelében említik először, melyben a király a gömöri váruradalomról leválasztott birtokot a Bebek családnak adja. Betelepítése 1273-ban indult meg, amikor a Tar-Detre család adománylevelében „terra Koy” alakban szerepel.
Egykori várát a Rákos patak feletti hegyen, a 13. században az Ákos nembeli Detre építtette, de 1367-ben romként említik. A 15. században újjáépült, valószínűleg a török időkben pusztult el, kevés nyoma maradt. Tulajdonképpen a szomszédos Gömörrákos területén állnak romjai.
A középkorban a falu területén ferences kolostor állt, mely a 13. században épülhetett, ahol Pázmány Péter feljegyzése szerint egykor ferences szerzetesek éltek. A kolostor a faluval együtt az 1555-ös török támadásban pusztult el. A 16. században területén vaskohók működtek, ahol a környék hegyeiben kitermelt vasat dolgozták fel.
A 18. század végén Vályi András így ír róla: „KÖVI. Kamenani. Mező Város, és nagy vas kereskedő piacz Gömör Várm. földes Ura G. Csáky Uraság, lakosai katolikusok, és többen evangelikusok, fekszik Jolsva, és Ratkó Városok között, mintegy mértföldnyire, határja két nyomásra van osztva, és nehéz szántású, piatzozása Jolsván, legelője elég, és mind a’ két féle fája van, égett bort sokat készítenek, és néha jó hasznát veszik.”
1828-ban 275 házában 2381 lakos élt. Lakói a mezőgazdaságon kívül főként állattartással, szeszfőzéssel foglalkoztak. A szeszt korábban gabonából, majd gyümölcsből, főként szilvából főzték. A községben mészárszék, vendéglő, malom és sörfőzde is működött. Mai lakossága részben a 15. században Giskrával beköltözött csehek, részben az őslakos szlovákok utódai.
Fényes Elek geográfiai szótárában eképpen ír a községről: „Kövi, Gömör v. tót falu, 43 kath., 2339 evang. lak. Evang. anyaszentegyház. Termékeny föld; híres buza. A lakosok csaknem minden háznál pálinkát égetnek. Ut. p. Tornalja.”
Borovszky Samu monográfiasorozatának Gömör-Kishont vármegyét tárgyaló része szerint: „Kövi, a Turócz patak mellett fekvő kisközség, körjegyzőségi székhely, 257 házzal és 928, nagyobbára tótajkú, ág. ev. h. vallású lakossal. IV. Béla király e községet 1243-ban Bebek Detriknek és Fülöpnek adományozza. 1359-ben egyike volt a vármegye legnagyobb községeinek, mert ez időben, a mikor Kwy és Kewni alakban írják nevét, a pelsőczi Bebekeknek már 81 jobbágyportájuk volt itt. 1367-ben Castrum Kwi néven szerepel, de 1461-ben van másik neve is: Rákos és Rákosvár. A Bebekek után a Szapolyayak lettek az urai, azután a Széchiek, Széchi Mária kezével Wesselényi Ferencz, majd a Csáky, Koháry és végre a Coburg herczegi családok. Hajdan ferenczrendű kolostor is volt a községben, mely a husziták inváziója alatt pusztult el. E község a XVIII. században a vaskereskedés egyik nevezetes góczpontja volt. Ez időben körülbelül ötven nemesi családnak volt itt kúriája. A község iskolája, 61mely alumneummal volt összekötve, szintén messze vidéken ismeretes volt. Korabinsky XVIII. századbeli földrajzi munkájában megjegyzi, hogy csupán ebben az egy községben akkortájt több pálinkát főztek, mint az egész vármegyében. Majdnem az egész falu pálinkaégetéssel foglalkozott. A községben magyar olvasókör és népkönyvtár is van. A lakosság a szalona-, vászon- és hagymakereskedést nagyban űzi. A mostani herczegi tiszti lakot a gróf Csákyak annak idején lovaskaszárnyának építtették. A község 1600-ban, másodszor 1711-ben és harmadszor 1827-ben földig égett. 1711-ben a templommal egybeépített torony is leégett és ez utóbbi helyett az egyházközség a templomtól keletre különálló tornyot építtetett, a mely 1903. február 3-án szintén tűz által pusztult el. Az ág. h. ev. templom XIV. századbeli építmény, érdekes falfestményekkel. 1681-ben artikuláris egyház volt. A községben van posta, távírója és vasúti állomása Jolsva.”
A trianoni diktátumig Gömör-Kishont vármegye Nagyrőcei járásához tartozott.

## Népessége
| Év:            | 1994. | 2004.    | 2014.    | 2024.   |
| -------------- | ----- | -------- | -------- | ------- |
| Emberek száma: | 638   | 706      | 826      | 851     |
| Eltérés:       |       | +10,65 % | +16,99 % | +3,02 % |

| Év:            | 2023. | 2024.   |
| -------------- | ----- | ------- |
| Emberek száma: | 843   | 851     |
| Eltérés:       |       | +0,94 % |

1880-ban 923 lakosából 833 szlovák és 35 magyar anyanyelvű volt.
1890-ben 978 lakosából 858 szlovák és 81 magyar anyanyelvű volt.
1900-ban 928 lakosából 756 szlovák és 170 magyar anyanyelvű volt.
1910-ben 863 lakosából 605 szlovák és 197 magyar anyanyelvű volt.
1921-ben 776 lakosából 670 csehszlovák és 89 magyar volt.
1930-ban 815 lakosából 749 csehszlovák és 57 magyar volt.
1991-ben 626 lakosából 514 szlovák és 23 magyar volt.
2001-ben 696 lakosából 533 szlovák, 137 cigány és 9 magyar volt.
2011-ben 794 lakosából 674 szlovák, 66 cigány és 8 magyar volt.

## Neves személyek
- Itt született 1722-ben Major János evangélikus lelkész.

## Nevezetességei
- A falunak román-gótikus eredetű evangélikus temploma van. A templom a 13. században épült, a 17. században reneszánsz stílusban, majd a 18. században barokk stílusban építették át. Harangtornya 1603-ban épült. Berendezése 18. századi, eredeti freskóiból az oltár mögötti falon néhány töredék fennmaradt.

## Külső hivatkozások
- Községinfó
- Kövi Szlovákia térképén Archiválva 2007. május 1-i dátummal a Wayback Machine-ben
- Tourist-channel.sk
- E-obce.sk[halott link]